# Душі-Монкорбон
Душі-Монкорбон (фр. Douchy-Montcorbon) — муніципалітет у Франції, у регіоні Центр — Долина Луари, департамент Луаре. Душі-Монкорбон утворено 1 січня 2016 року шляхом злиття муніципалітетів Душі i Монкорбон. Адміністративним центром муніципалітету є Душі. Населення — 1355 осіб (01.01.2021).